# Nahoko Uehashi
Nahoko Uehashi (født 15. juli 1962 i Tokyo) er en japansk socialantropolog og fantasyforfatter. Hun vandt den internationale børnebogspris H.C. Andersen-prisen i 2014.